# NGC 58
NGC 58 je galaksija u zviježđu Kit.

## Vanjske poveznice
- SEDS: NGC 0058